# Lasiurus varius
murciélago colorado o rojo (Lasiurus varius), es una especie de murciélago de la familia Vespertilionidae.

## Distribución geográfica
Se encuentra en Chile y Argentina.